# Сімонів батько
«Сімо́нів ба́тько», також «Сімо́нів та́тко» (фр. Le Papa de Simon) — новела французького письменника Гі де Мопассана, в якій викладена історія усиновлення зацькованого однолітками байстрюка Сімона. Твір має соціальний характер і розглядає такі негативні суспільні явища як дошлюбний зв'язок, неповна сім'я, нетерпимість, цькування в школі.

## Історія
Цю новелу вперше надрукували в газеті «La Reforme» 1 грудня 1879 року. Спочатку твір тоді ще маловідомого письменника не привернув уваги публіки. Окремим виданням новела побачила світ у складі збірки «Дім Тельє» в 1881 році. Збірка включала також повість «Пампушка», про яку схвально відгукнулись критики. «Пампушка» принесла Гі де Мопассану гучну славу, а завдяки їй читачі звернули увагу і на новелу «Сімонів батько». Письменник Іван Тургенєв, який займався перекладами творів Гі де Мопассана російською мовою, після ознайомлення зі збіркою, порадив її Льву Толстому. Класик російської літератури схарактеризував прочитану новелу як «прекрасне оповідання».
Повторна публікація твору у Франції здійснена щоденним літературним оглядачем «La Lanterne» 17 березня 1889 року. Пізніше новела витримала чимало перевидань і перекладів іншими мовами. Українські переклади «Сімонового батька» здійснили Людмила Івченкова і Максим Рильський.

## Сюжет
Малий Сімон вперше прийшов до сільської школи, однак там однолітки сприйняли його вороже. Байстрюка побили, закидаючи тому відсутність батька. Вражений дитячою жорстокістю, Сімон вирішує втопитися. Біля річки хлопець зустрічає місцевого коваля Філіппа і розповідає йому про своє горе. Розчулений чоловік відводить дитину до матері. Він теж чув поголос про неї, а тому сподівається на поступливість занапащеної жінки. Але Бланшетта зробила висновки зі своєї помилки, тому на увагу з боку чоловіка відповідає лише чемною подякою.
Втім, з цього часу Філіпп часто проходить повз будинок Бланшетти, а з Сімоном товаришує. Він дозволяє хлопцеві посилатися на нього у школі як на свого батька. На деякий час це рятує Сімона від знущань. Згодом школярі відновлюють цькування на тій підставі, що Філіпп несправжній батько, адже він не одружений з Бланшеттою. З цим болючим відкриттям Сімон завертає до кузні. Там ковалі підтверджують, що теперішня репутація Бланшетти бездоганна. Після цього Філіпп освідчується жінці. Сімона перестають цькувати.